# إيليس بومان
إيليس بومان هي ممثلة كندية، ولدت في 23 أكتوبر 1990 في كيتشنر في كندا.

## وصلات خارجية
- إيليس بومان على موقع IMDb (الإنجليزية)
- إيليس بومان على موقع ميوزك برينز (الإنجليزية)
- إيليس بومان على موقع قاعدة بيانات الفيلم (الإنجليزية)